# Russian Journal
Russian Journal (en ruso, Русский журнал) es una publicación en línea escrita principalmente en ruso fundada por Gleb Pavlovsky y otros. Fue la primera tribuna política de Rusia en Internet. Es una publicación diaria de temas culturales, políticos y sociales. Es un proyecto educacional sin ánimo de lucro del Russian Institute, una institución sin ánimo de lucro fundada por individuos y la revista the Vek XX I Mir magazine. Está registrada en el Comité de Prensa de la Federación Rusa. Es financiado por ciudadanos de la federación rusa sobre bases no comerciales
La versión original fue fundada el 14 de julio de 1997. La versión en inglés fue lanzada en diciembre de 2001. Durante años permaneció como una de las plataformas de mayor influencia creando un lugar y una comunidad donde los intelectuales rusos intercambiaban ideas. Prestó especial atención a la emergente cultura de la red rusa, sus recursos, protagonistas, curiosidades, sucesos y fallos. Sin embargo su aureola está indisolublemente vinculada a su cofundador y editor jefe Gleb Pavlovsky, el cual es un personaje muy ambiguo que por un lado actuaba como disidente y por otro colaboraba en plataformas de apoyo para las elecciones de Borís Yeltsin y Vladímir Putin.